# Thuso Mpuang
Thuso Mpuang (* 1. März 1984) ist ein südafrikanischer Sprinter und Olympiateilnehmer. Er feierte seine größten Erfolge bislang mit dem Gewinn von zwei Goldmedaillen bei den Leichtathletik-Afrikameisterschaften 2008 in der äthiopischen Hauptstadt Addis Abeba und von zwei Bronzemedaillen bei den Studentenwettkämpfen der Universiade. Mpuang ist an der Universität des Freistaates eingeschrieben.
Der 1,77 m große und 75 kg schwere Athlet belegte jeweils über 200 Meter bei den Jugendweltmeisterschaften 2005 in Marrakesch den elften und bei den Juniorenweltmeisterschaften 2006 in Peking den vierten Platz. In ebendieser Stadt stand er zwei Jahre später auch im südafrikanischen Aufgebot für die Olympischen Sommerspiele 2008. Die Staffel über 4 × 100 Meter verlor jedoch im ersten Vorlauf beim Wechsel den Stab und schied aus. Im 200-Meter-Lauf erreichte Mpuang die zweite Runde.

## Persönliche Bestleistungen
| Disziplin | Ort          | Zeit    | Datum         | Anmerkung |
| --------- | ------------ | ------- | ------------- | --------- |
| 100 m     | Stellenbosch | 10,27 s | 14. März 2009 |           |
| 200 m     | Addis Abeba  | 20,53 s | Mai 2008      |           |